# Bernd Deters
Bernd Deters (* 18. August 1961) ist ein ehemaliger deutscher Fußballspieler.
Der 1976 von Germania Twist zum SV Meppen gekommene Deters verbrachte dort seine gesamte Profifußballkarriere und absolvierte im Zeitraum von 1987 bis 1998 276 Spiele in der 2. Bundesliga, wobei er auch drei Tore erzielte. Nach dem Abstieg des SV Meppen bestritt er von 1998 bis 2000 28 Regionalligaspiele für den SVM.
Aktuell trainiert er die C Jugend des SV Meppen. Deters' Sohn Thorben (* 1995) ist ebenfalls Fußballprofi und spielt derzeit bei Preußen Münster.